# Dickie Jones
Pour les articles homonymes, voir Jones.
Dickie Jones est un acteur américain né le 25 février 1927 à Snyder (États-Unis), et mort le 7 juillet 2014 à Northridge (Los Angeles) en Californie,.

## Biographie
Jones naît en 1927. Il est le fils de Richard Percy Jones (1903-1965) et de Icie Laverne Kreutzeur (1906-1996). Jones a donné sa voix à Pinocchio en 1940. En 1948, il épouse Betty Ann Bacon à l'âge de 21 ans. Il est nommé Disney Legend en 2000. Il meurt en 2014 à la suite d'une mauvaise chute chez lui[réf. souhaitée].

## Filmographie

### Années 1930
- 1934 : Burn 'Em Up Barnes (en) de Colbert Clark et Armand Schaefer
- 1934 : Washee Ironee
- 1934 : Kid Millions
- 1934 : Il était une bergère (Babes in Toyland)
- 1934 : Little Men : Dolly
- 1935 : Strange Wives
- 1935 : Queen of the Jungle : David enfant
- 1935 : Life Returns : Newsboy
- 1935 : The Pecos Kid (en) de Harry L. Fraser : Donald Pecos, enfant
- 1935 : The Call of the Savage : Jan Trevor enfant [Ch. 1]
- 1935 : The Hawk : Dickie Thomas
- 1935 : Queen of the Jungle : David Worth Jr. enfant
- 1935 : Silk Hat Kid : Jimmy
- 1935 : Les Loups du désert (Westward Ho) de Robert N. Bradbury : Jim Wyatt enfant
- 1935 : Tempête au cirque (O'Shaughnessy's Boy), de Richard Boleslawski (rôle non crédité)
- 1935 : Moonlight on the Prairie, de D. Ross Lederman : Dickie Roberts
- 1935 : Our Gang Follies of 1936 (en)
- 1936 : Gasoloons : Wilbur
- 1936 : The Pinch Singer
- 1936 : The Adventures of Frank Merriwell : Jimmy McLaw [Ch. 1]
- 1936 : Exclusive Story (en) de George B. Seitz : Le fils de Higgins
- 1936 : Sutter's Gold, de James Cruze : 2nd vendeur de journaux
- 1936 : Carolyn veut divorcer : L'enfant agaçant sur l'île de Coney
- 1936 : Pepper : Membre du Gang Pepper
- 1936 : Love Begins at Twenty : Garçon dans le tramway
- 1936 : Who's Looney Now : Sonny Brown
- 1936 : Daniel Boone, de David Howard : Master Jerry Randolph
- 1936 : The Man I Marry : enfant
- 1936 : Wild Horse Roundup : Dickie Williams
- 1937 : La Légion noire (Black Legion), d'Archie Mayo : Bud 'Buddy' Taylor
- 1937 : Blake of Scotland Yard : Bobby Mason
- 1937 : Ready, Willing and Able : Junior
- 1937 : Land Beyond the Law (en) de B. Reeves Eason : Bobby Skinner
- 1937 : Smoke Tree Range : Teddy Page
- 1937 : Flying Fists : Dickie Martin
- 1937 : Stella Dallas, de King Vidor : Lee Morrison
- 1937 : Dans les mailles du filet (Renfrew of the Royal Mounted) de Albert Herman : Tommy MacDonald
- 1937 : Love Is on the Air, de Nick Grinde : Bill - Ami de Mouse
- 1937 : The Pigskin Palooka
- 1937 : Hollywood Round-Up : Dickie Stevens
- 1937 : Our Gang Follies of 1938
- 1938 : The Kid Comes Back : Bobby Doyle
- 1938 : Border Wolves : Jimmie Benton
- 1938 : Land of Fighting Men : Jimmy Mitchell
- 1938 : Love, Honor and Behave : Garçon jouant avec le jeune Ted
- 1938 : The Devil's Party : Joe O'Mara enfant
- 1938 : The Great Adventures of Wild Bill Hickok (en) : Buddy
- 1938 : A Man to Remember (en) de Garson Kanin : Dick Abbott, enfant
- 1938 : The Frontiersmen (en) de Lesley Selander : Artie Peters
- 1939 : Woman Doctor : Johnny
- 1939 : Nancy Drew... Reporter : Killer Parkins
- 1939 : Au service de la loi (Sergeant Madden), de Josef von Sternberg : Dennis Madden, enfant
- 1939 : The Man Who Dared de Crane Wilbur : William 'Bill' / 'Willie' Carter
- 1939 : Vers sa destinée (Young Mr. Lincoln), de John Ford : Adam Clay enfant
- 1939 : On Borrowed Time : Garçon dans l'arbre
- 1939 : Sky Patrol : Bobbie
- 1939 : Monsieur Smith au Sénat (Mr. Smith Goes to Washington), de Frank Capra : Le groom Richard Jones
- 1939 : Beware Spooks! : Premier garçon
- 1939 : Femme ou Démon (Destry Rides Again), de George Marshall : Garçon Claggett

### Années 1940
- 1940 : Pinocchio : Alexander / Pinocchio (voix)
- 1940 : La Caravane héroïque (Virginia City), de Michael Curtiz : Cobby Gill
- 1940 : The Singing Dude : Bud
- 1940 : Hi-Yo Silver (en) : Le garçon
- 1940 : Maryland : Lee Danfield, Age I 1
- 1940 : Howard le révolté (The Howards of Virginia), de Frank Lloyd : Matt Howard à 12 ans
- 1940 : Brigham Young : Henry Kent
- 1940 : Knute Rockne, All American, de Lloyd Bacon : Garçon Capitaine
- 1941 : Adventure in Washington : Abbott
- 1942 : The Vanishing Virginian, de Frank Borzage : Robert Yancey Jr.
- 1942 : Uniformes et Jupons courts (The Major and the Minor) de Billy Wilder : Cadet
- 1943 : Mountain Rhythm (en) de Frank McDonald : Darwood Gates Alton
- 1943 : Le Banni (The Outlaw), de Howard Hughes : Garçon
- 1943 : Le Ciel peut attendre (Heaven Can Wait), d'Ernst Lubitsch : Albert Van Cleve, à 15 ans
- 1944 : Les Aventures de Mark Twain (The Adventures of Mark Twain), d'Irving Rapper : Samuel Clemens (à 13 ans)
- 1944 : Musical Movieland : Touriste
- 1948 : The Strawberry Roan (en) de John English : Joe Bailey
- 1948 : Tam-tam sur l'Amazone (Angel on the Amazon) : George
- 1949 : Bastogne (Battleground), de William A. Wellman : Tanker
- 1949 : Sands of Iwo Jima : Scared Marine
- 1949 : Sons of New Mexico : Randy Pryor

### Années 1950
- 1950 : Military Academy with That Tenth Avenue Gang
- 1950 : Redwood Forest Trail (it) : Mighty Mite
- 1950 : La Révolte des dieux rouges (Rocky Mountain), de William Keighley : Jim (Buck) Wheat (CSA)
- 1951 : La Furie du Texas (Fort Worth) d'Edwin L. Marin : Luther Wick
- 1952 : The Old West : Pinto
- 1952 : Wagon Team (it) de George Archainbaud : Dave Weldon, dit le môme Apache
- 1953 : Last of the Pony Riders (it) de George Archainbaud : Johnny Blair
- 1954 : Attila, fléau de Dieu (Attila), de Pietro Francisci
- 1954 : The Bamboo Prison : Baby-faced P.O.W.
- 1956 : The Wild Dakotas : Mike McGeehee
- 1958 : The Cool and the Crazy : Stu Summerville

### Années 1960
- 1962 : Night Rider (TV) : Billy Joe
- 1964 : The Devil's Bedroom : Norm
- 1965 : Requiem for a Gunfighter : Fletcher